# DFS 230

DFS 230

DFS 230 — німецький військово-транспортний планер часів Другої світової війни. Розробка планера розпочалася авіаційним конструктором Гансом Якобом у 1933 році в авіаційній компанії нім. Deutsche Forschungsanstalt für Segelflug (DFS — «Німецький дослідницький інститут польотів планера»).
За задумом конструкторів та керівництва Люфтваффе планер DFS 230 призначався для забезпечення висадки посадочного десанту парашутних частин Третього Рейху. Планери брали участь в багатьох операціях, у тому числі у захопленні форту Ебен-Емаель, операції «Меркурій», а також у бойових діях в Північній Африці, врятуванні Б.Муссоліні й забезпеченні поставок продовольства та боєприпасів військам в обложеному Будапешті у лютому 1945 року.

## Відео
- DFS 230 GERMAN GLIDER [Архівовано 22 січня 2021 у Wayback Machine.]